# Oumarou Ganda
Oumarou Ganda (Niamey, 18. ožujka 1935. – Yamoussoukro, 1. siječnja 1981.) - nigerski redatelj i glumac.
U dobi od 16 godina, postao je član francuske vojske te je proveo dvije godine u Indokini, a kasnije se vraća u Niger, gdje nije mogao naći posao. Emigrirao je u Obalu Bjelokosti i počeo raditi u luci u Abidjanu. U tom razdoblju susreće francuskoga etnologa i redatelja Jeana Roucha, koji je upravo radio na fenomenu migracije u zapadnom dijelu Afrike. Ganda postaje njegov asistent i igra prvu sporednu ulogu pa kasnije glavnu ulogu u njegovu filmu "Moi un Noir", 1958.
Kasnije se vratio u Niamey u Nigeru i počeo raditi u kulturnom centru glavnog grada i specijalizirati se kao filmski tehničar. Godine 1968., snimio je svoj prvi film "Cabascabo", koji je autobiografski i s njime je ostvario slavu i uspjeh na međunarodnoj razini. Producirao je i nekoliko dokumentarnih filmova, a upravo tijekom pripreme jednog od njih doživio je srčani udar i preminuo 1. siječnja 1981.

## Filmografija
- "Cabascabo", 1968., zarma jezik, autobiografska iskustva Gande kao vojnika u Indokini.
- "Wazzou Polygame", 1970., zarma jezik, prosvjedni film o problemima nigerskog društva, nagrađen je na Fespaco-u 1972.
- "Saïtane", 1972., zarma jezik. Još jedan prosvjedni film o religiji i ulozi žene u Nigeru.
- "Exile", 1980., inspiriran je afričkom usmenom pričom.